# Paul Jorgensen
Paul Jorgensen (nacido el 21 de julio de 1996 en Ramsey, Nueva Jersey) es un jugador de baloncesto estadounidense con pasaporte italiano que pertenece a la plantilla del Club Basquet Coruña de la Primera FEB. Con 1,88 metros de estatura, juega en la posición de escolta y base.

## Trayectoria deportiva
Es un escolta y base estadounidense formado en las universidades de George Washington Colonials donde jugó dos temporadas (2014-2016) y Butler Bulldogs (2017-2019) en las que jugaría otras dos más. En su última temporada en la Universidad de Butler de Indiana, promedió 11.7 puntos, 3.1 rebotes y logró casi un 40% de efectividad desde la línea de 6.75 m.
En julio de 2019, comienza su carrera profesional en España firmando por el Chocolates Trapa Palencia de la Liga LEB Oro durante una temporada. Durante la temporada 2019-20 realizaría buenas actuaciones con las que sería elegido MVP en alguna jornada de Liga LEB Oro. Durante la temporada 2019-20, disputa 24 partidos en los que promedió 19 minutos de juego con 7,8 puntos y un acierto del 49,5% en tiros de dos y 33,3 en tiros de tres.
El 27 de diciembre de 2020, firma por el CAB Madeira de la Liga Portuguesa de Basquetebol. En las filas del conjunto portugués promedia 17.9 puntos por partido en 31 minutos en pista.
En la temporada 2021-22, firma por el Astoria Bydgoszcz de la PLK polaca, donde disputa 7 partidos.
El 2 de noviembre de 2021, regresa a Portugal para firmar por el FC Porto de la Liga Portuguesa de Basquetebol, para cubrir la baja por lesión de Max Landis. En las filas del FC Porto, disputa cuatro encuentros con 20 minutos de media y 13 puntos por partido.
El 28 de enero de 2022, se confirma su fichaje por el Oviedo Club Baloncesto de la Liga LEB Oro, con el que disputó 19 partidos y promedió 13.2 puntos, 2.7 rebotes y 1.7 asistencias para 9.6 de valoración en 23 minutos por encuentro; siendo clave para la clasificación para playoffs del equipo asturiano.
El 9 de agosto de 2022, firma por el CB Estudiantes de la Liga LEB Oro.
El 13 de julio de 2023, firma por el  Kolossos Rodou BC de la A1 Ethniki.
El 16 de julio de 2024, firma por el Carplus Fuenlabrada de la Primera FEB.
El 22 de julio de 2025, firma por el Club Basquet Coruña de la Primera FEB.